# Горња Греда
Горња Греда је насељено место у саставу општине Брцковљани у Загребачкој жупанији, Хрватска. До територијалне реорганизације у Хрватској налазила се у саставу бивше велике општине Дуго Село.

## Становништво
На попису становништва 2011. године, Горња Греда је имала 625 становника.

## Попис1991.
На попису становништва 1991. године, насељено место Горња Греда је имало 321 становника, следећег националног састава:
| Попис 1991.‍  | Попис 1991.‍  | Попис 1991.‍ | Попис 1991.‍ | Попис 1991.‍ |
| ------------ | ------------ | ----------- | ----------- | ----------- |
|              |              |             |             |             |
| Хрвати       | Хрвати       |             | 307         | 95,63%      |
| Срби         | Срби         |             | 8           | 2,49%       |
| Македонци    | Македонци    |             | 2           | 0,62%       |
| Мађари       | Мађари       |             | 1           | 0,31%       |
| Пољаци       | Пољаци       |             | 1           | 0,31%       |
| регион. опр. | регион. опр. |             | 1           | 0,31%       |
| непознато    | непознато    |             | 1           | 0,31%       |
| укупно: 321  |              |             |             |             |